# Motovidlo

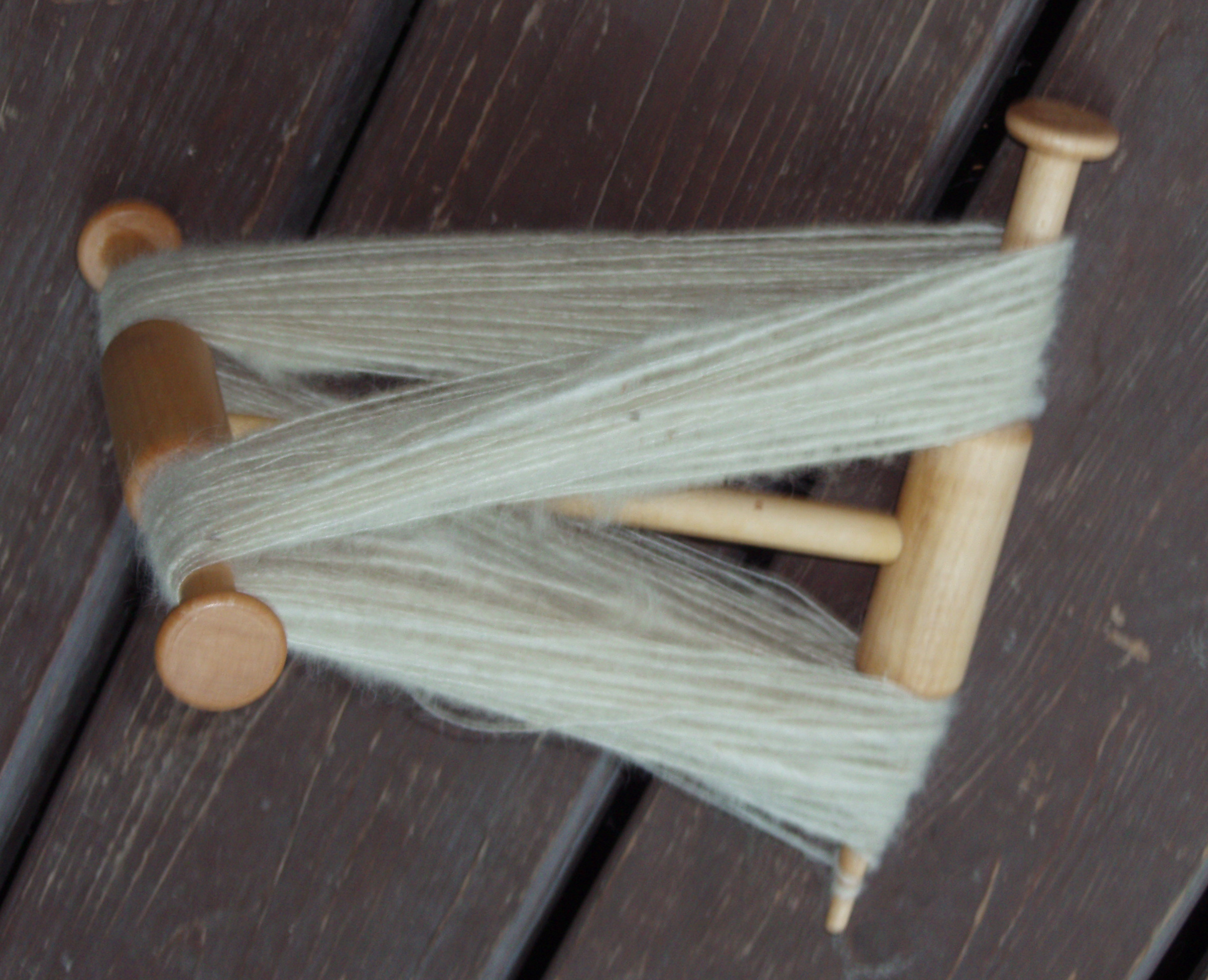
Motovidlo s navinutou vlnou

Motovidlo je nástroj, sloužící k navíjení ručně soukané příze do přaden. Obvykle má tvar tyče, na jejíchž koncích jsou upevněny vidlice nebo jen kratší tyče, kolmé k tyči hlavní i k sobě navzájem. Hlavní tyč motovidla je dlouhá kolem 50 cm.

## Historie užívání motovidel

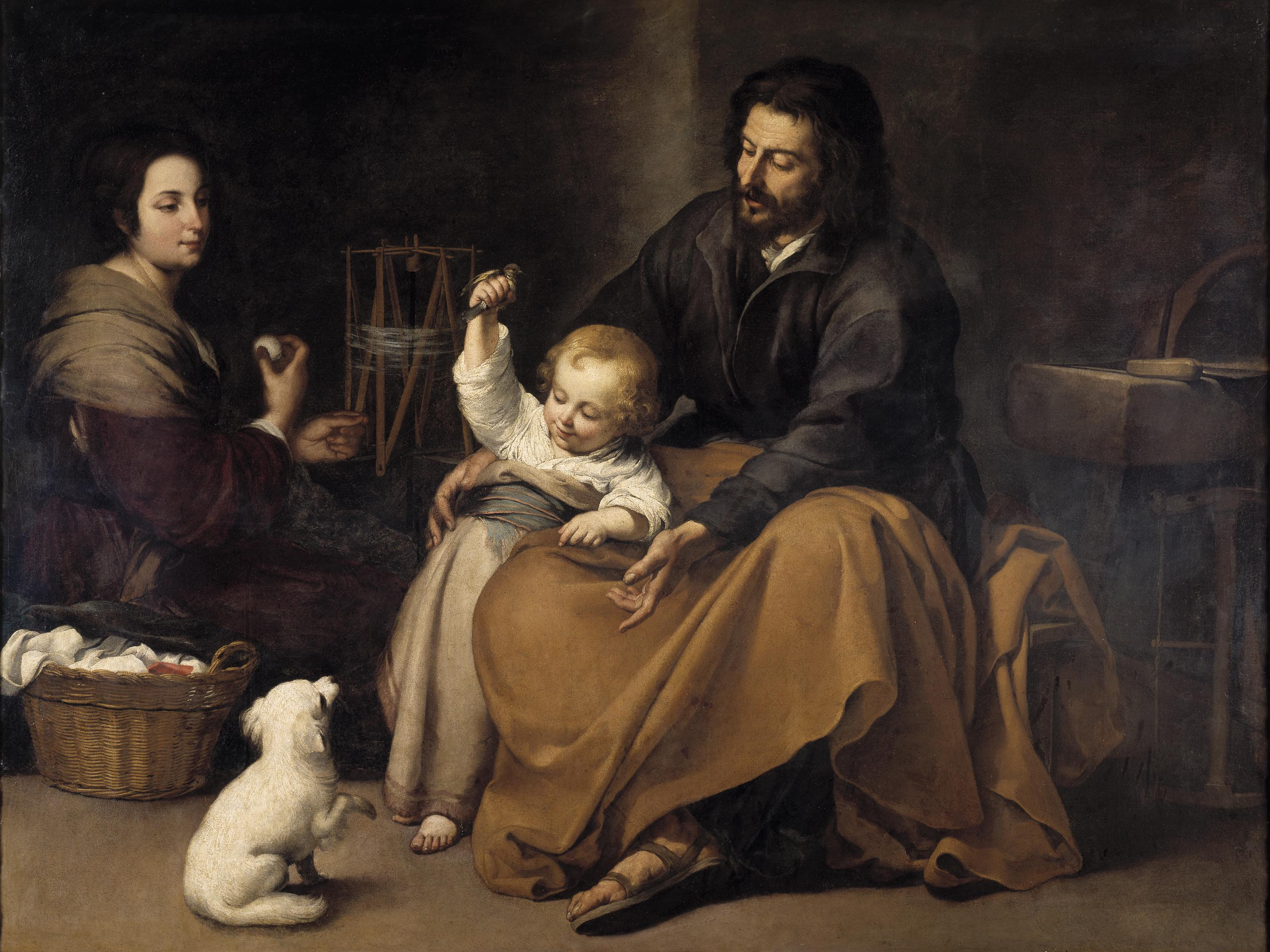
Motovidlo na obraze Bartolomèho Murilla

Motovidla patřila k základním nástrojům výrobců i prodejců příze, neboť kromě navíjení se s jejich pomocí příze současně odměřovala. Protože na velikosti motovidla závisí velikost přadena, byla v mnoha oblastech délka motovidla úředně stanovena a schválená motovidla cejchována. V Čechách se stal přelomovým patent z 3.8.1750 o výrobě příze a plátna v Českém království. Zde byla stanovena délka motovidla na 1 loket český, pro jemnou přízi pak 3/4 lokte. Cejchy ve tvaru dvouocasého lva v kroužku byly vypáleny do dřeva na styku hlavní tyče s oběma příčnými rameny, aby nemohlo být rameno zkráceno a zákazník ošizen.